# Chrysobothris acutipennis
Chrysobothris acutipennis är en skalbaggsart som beskrevs av Louis Alexandre Auguste Chevrolat 1835. Chrysobothris acutipennis ingår i släktet Chrysobothris och familjen praktbaggar. Inga underarter finns listade i Catalogue of Life.